# Quinto Muscio Prisco
Quinto Muscio Prisco (en latín: Quintus Mustius Priscus) fue un senador romano que vivió en el siglo II y desarrolló su cursus honorum bajo los reinados de Adriano, Antonino Pío, y Marco Aurelio.

## Carrera política
Mediante dos diplomas militares, fechados el 25 de abril del año 142 y el 23 de febrero del año 144 respectivamente, se constata que Prisco fue gobernador de la provincia de Dacia Superior en el periodo 142-144. En el año 145, Prisco fue cónsul sufecto junto con Marco Poncio Leliano Larcio Sabino.